# Strzałkowo
Strzałkowo è un comune rurale polacco del distretto di Słupca, nel voivodato della Grande Polonia.
Ricopre una superficie di 142,39 km² e nel 2004 contava 9 555 abitanti.